# Alajávri
Alajávri (nordsamiska), Alajaure eller Alajärvi, är en sjö i Kiruna kommun i Lappland som ingår i Torneälvens huvudavrinningsområde. Sjön är den tredje sjön i Torne älv, räknat från dess källa. Den ligger 25 kilometer nedströms Torneträsk och är därmed den tredje sjön räknar från dess källa. Mellan Torneträsk och Alajávri ligger sjön  Dárrájávri. Alajaure har en area på 11,1 kvadratkilometer och ligger 335 meter över havet. Alajaure ligger i Torne och Kalix älvsystem Natura 2000-område. Sjön avvattnas av vattendraget Torneälven (Kamajåkka).
Sjön är ungefär en mil lång och är som djupast 20 meter. Ett 170 000 hektar stort område norr om sjön utgör Alajaure naturreservat sedan 1980, och är idag även ett Natura 2000-skyddsområde.
Inflödet är Jekakoski, många bäckar och kallkällor och utloppet är Vakkakoski. Alajávri är nordsamiska och används på kartor sedan 1983 men i folkmun heter den Alajärvi, vilket är finska och betyder "nedre sjön". Alajärvi, Jekejaure (Jiekajärvi) och Tarrajärvi har ett bestånd av röding som tagit sig ner från Torneträsk, men den är på väg att försvinna eftersom nätfiske inte längre får bedrivas i sjöarna och siken, som har det största beståndet i sjöarna, tar över när arten inte längre hålls nere. Det finns ett 10-tal stugor i Alajärvi och en av de första som riktigt uppreste en stuga där var Hans Rikard Stöckel 1929. Fiskeresor hade sedan 1600-1700-talet från Kurravaara gjorts till sjön med goda resultat.

## Delavrinningsområde
Alajávri ingår i delavrinningsområde (755989-168147) som SMHI kallar för Utloppet av Alajaure. Medelhöjden är 452 meter över havet och ytan är 95,38 kvadratkilometer. Räknas de 176 avrinningsområdena uppströms in blir den ackumulerade arean 3 537,11 kvadratkilometer. Avrinningsområdets utflöde Torneälven (Kamajåkka) mynnar i havet. Avrinningsområdet består mestadels av skog (75 %) och kalfjäll (10 %). Avrinningsområdet har 12,2 kvadratkilometer vattenytor vilket ger det en sjöprocent på 12,8 %.